# Lisianthius acuminatus
Lisianthius acuminatus là một loài thực vật có hoa trong họ Long đởm. Loài này được Perkins mô tả khoa học đầu tiên năm 1902.